# Leading European Newspaper Alliance
La Leading European Newspaper Alliance, ou LENA, est une alliance établie entre sept journaux européens officialisée le 10 mars 2015. Elle regroupe Die Welt en Allemagne, Le Soir en Belgique, El País en Espagne, Le Figaro en France, La Repubblica en Italie, et le Tages-Anzeiger et la Tribune de Genève en Suisse. Depuis avril 2018 la Gazeta Wyborcza en Pologne est part de l'alliance.